# ЦЕРН-Курьер
ЦЕРН-Курьер — ежемесячный корпоративный журнал организации ЦЕРН, посвящённый международным исследованиям в области физики высоких энергий и смежных отраслей, рассчитанный на неспециалистов.

## История
Основан в 1959. С октября 1998 издаётся IOP Publishing под руководством ЦЕРН. Вплоть до 2005 публикации выходили на английском и французском языках (фр. Courrier CERN : Revue internationale de la physique des hautes énergies). На данный момент издание моноязычно, статьи печатаются либо на английском, либо на французском, на другом языке приводится лишь краткое содержание, при этом подавляющее большинство статей в журнале выходит на английском. ЦЕРН-Курьер распространяется среди правительств стран-членов организации, связанных с ней лабораторий и НИИ, и их персонала. Выходит ежемесячно, кроме января и августа.
Изначальный тираж газеты составлял 1000 экземпляров. На 2015 год 21000 экземпляров выходит 10 раз в год, многие также читают онлайн-версию журнала. С годами, особенно после появления CERN Bulletin в 1965, Курьер-Церн разросся из внутреннего издания до научного журнала.
Таким образом, Курьер-Церн рассказывал про ЦЕРН и физику элементарных частиц для широкого круга как вовлеченных специалистов, так и заинтересованных людей, получив в целях ребрендинга в 1974 году подзаголовок International Journal of High-Energy Physics.
Вдобавок к новостям и событиям, в журнале часто печатались биографии известных физиков или исторические справки о ключевых моментах из истории физики высоких энергий. Обзоры книг, некрологи, белые книги и обзоры товаров также выходили в журнале.
Журнал выходил регулярно, кроме перерыва с апреля 1960 по январь 1962, когда изданию пришлось перейти в режим гибернации в связи с неприятными обстоятельствами.

## Редакция
За выпуск журнала в разные годы отвечали редакторы:
- Роджер Антуан (1959—1961)[3]
- Алек Хестер (1962—1965)[4][5][6]
- Брайан Саутворт (1966—1985)[5][7]

Вместе с Гордоном Фрейзером (с 1977, изд. 17, вып. 4), Энри-Люк Фельдер (французское издание с 1973, изд. 13, вып. 4)
- Гордон Фрейзер (1986—2001)[8][9]

Вместе с Брайаном Саутвортом (до 1990, изд 30, вып. 4) и Энри-Люк Фельдер (французское издание до 1992, изд. 32, вып. 8)
- Джеймс Гиллес (2002—2003)[9][10]

Первый выпуск в 2003 издан в соавторстве с Кристиной Саттон
- Кристина Саттон (2003—2015)[10]
- Антонелла дель Россо (2015—2016)[11]
- Мэттью Дональд Чалмэрс (2016 —)[12]

Мэттью Чалмэрс был редактором с вып. 6 2016.